# Dracula wallisii
Dracula wallisii es una especie de orquídea epifita. Esta especie se distribuye en Colombia.

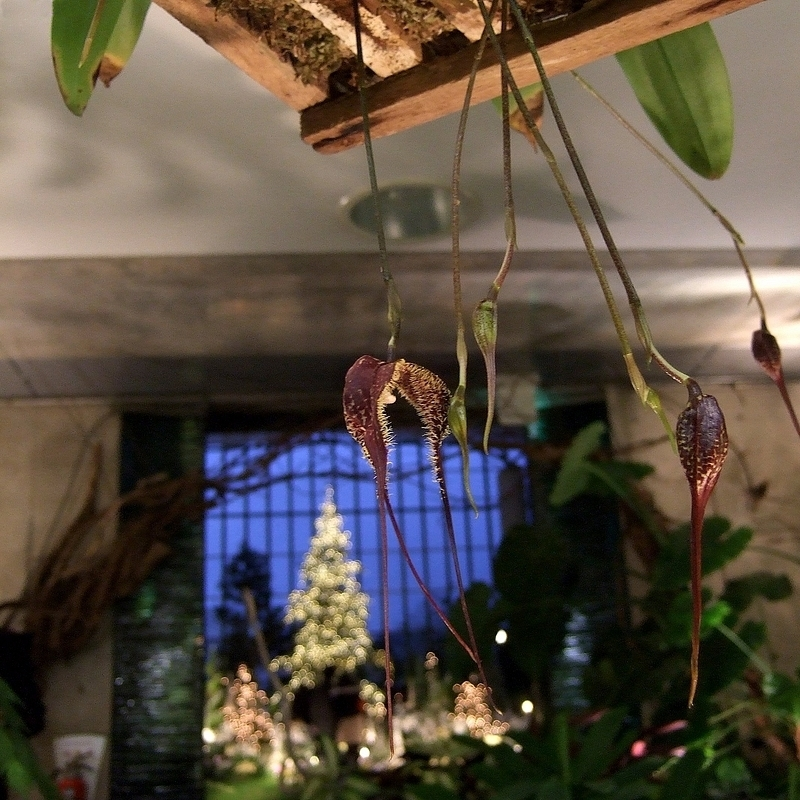
Vista de la planta

## Descripción
Es una orquídea de tamaño mediano, con hábito de epifita y con ramicaules delgados, erguidos, que están envuelto basalmente por 2-3 vainas sueltas, tubulares y que llevan una sola hoja, apical, erecta, delgadamente coriáceas, carinada, estrechamente elíptica, aguda, que se estrecha gradualmente abajo en la base peciolada conduplicada. Florece en el invierno, la primavera y el verano en una inflorescencia robusta, horizontal a descendente, de 22 a 35 cm de largo, con sucesivamente varias flores sueltas derivada de la parte baja en el ramicaule que llevan una bráctea floral tubular y tiene un labio móvil articulado de una manera muy similar a Dracula chimaera.

## Distribución y hábitat
Se encuentra en Colombia en la cordillera central, a elevaciones de 1.600 a 2.800 metros.

## Taxonomía
Dracula wallisii fue descrita por (Rchb.f.) Luer   y publicado en Selbyana 7: 65. 1982.
Etimología
Dracula: nombre genérico que deriva del latín y significa: "pequeño dragón", haciendo referencia al extraño aspecto que presenta con dos largas espuelas que salen de los sépalos.
wallisii; epíteto otorgado en honor de Wallis (recolector alemán de orquídeas de los años 1800)
Sinonimia
- Dracula burbidgeana (Rolfe) Luer
- Masdevallia burbidgeana Rolfe
- Masdevallia chimaera var. wallisii (Rchb.f.) A.H.Kent
- Masdevallia wallisii Rchb.f.[6][7][8]